# Окуашвили, Аракел Григорьевич
Аракел Григорьевич Окуашвили (также известный как Акоев, Окаев, Оман) (1865 — 27 июня 1937) — грузинский рабочий-революционер. С 1896 член с.-д. кружков в Тифлисе. Работал как пропагандист, а также как специалист по технике в типографии. В 1901 арестован и, после 6 с половиной месяцев, в 1902 выслан в Тульскую губернию на полтора года. Вторично выслан в 1904 в Вологду, где пробыл до амнистии 1905. С 1905 по 1908 работал в Тифлисе. В 1909 арестован и осуждён на 8 лет каторги. Отбывал ее в Саратовской и Бутырской тюрьмах, ссылку в Иркутскую губернию. Арестован 11 января 1937 как член антисоветской контрреволюционной группы, расстрелян 27 июня того же года
Революционер Симон Тер-Петросян писал про Окуашвили, что тот был одним из самых активных членов организации большевиков в Тифлисе и «провел в тюрьме и ссылке столько же, сколько и я, если не больше».